# Regió de Sanuki Central
La regió de Sanuki Central (中讃地域, Chūsan-chiiki), sovint referida com a Chūsan, és una regió de la prefectura de Kagawa, a Shikoku, Japó. Tot i no tindre un estàtus oficial, és reconeguda pel govern prefectural a l'hora de l'organització i vertebració del territori. Diferents organismes, públics i privats, utilitzen aquesta denominació per tal de referir-se a la regió central de Kagawa, com ara l'Agència Meteorològica del Japó o l'Associació de Santuaris Xinto.

## Geografia

### Municipis
| |          |          |          |
| \| Municipi \| Població \| Extensió \| Densitat \| \| -------- \| -------- \| -------- \| -------- \| \| Ayagawa \| 22.730 \| 109,75 \| 207 \| \| Kotohira \| 8.466 \| 8,47 \| 1000 \| \| Mannō \| 17.324 \| 194,45 \| 89,1 \| \| Marugame \| 109.165 \| 111,79 \| 977 \| \| Sakaide \| 50.577 \| 92,49 \| 547 \| \| Tadotsu \| 22.813 \| 24,39 \| 935 \| \| Utazu \| 18.897 \| 8,10 \| 2.333 \| \| Zentsūji \| 31.620 \| 39,93 \| 792 \| \| Total \| 281.592 \| 589,37 \| 478 \| |          |          |          |
| Municipi | Població | Extensió | Densitat |
| Ayagawa | 22.730   | 109,75   | 207      |
| Kotohira | 8.466    | 8,47     | 1000     |
| Mannō | 17.324   | 194,45   | 89,1     |
| Marugame | 109.165  | 111,79   | 977      |
| Sakaide | 50.577   | 92,49    | 547      |
| Tadotsu | 22.813   | 24,39    | 935      |
| Utazu | 18.897   | 8,10     | 2.333    |
| Zentsūji | 31.620   | 39,93    | 792      |
| Total | 281.592  | 589,37   | 478      |

## Història
Tradicional i històricament, la província de Sanuki només estava dividida en dues regions: la de Seisan (occidental), controlada pel feu de Marugame, i la de Tōsan (oriental), dominada pel feu de Takamatsu. El terme de Sanuki Central o Chūsan fou creat oficialment l'any 1969 en el "Nou Plan Nacional de Desenvolupament Integral", que dividia la prefectura de Kagawa en sis zones o mancomunitats de municipis. El terme començà a consolidar-se a la dècada de 1970 per a referir-se a la zona on es trobaria l'inici del gran pont de Seto. Actualment, el terme es refereix a la regió integrada pels municipis d'Ayagawa, Kotohira, Mannō, Marugame, Sakaide, Tadotsu, Utazu, Zentsūji i fins a l'any 2006 la vila de Kokubunji, avui integrada en la ciutat de Takamatsu que pertany a la regió de Sanuki Oriental.